# Транему
Транему (швед. Tranemo) — містечко (tätort, міське поселення) у центральній Швеції в лені Вестра-Йоталанд. Адміністративний центр комуни Транему.

## Географія
Містечко знаходиться у південно-східній частині лена Вестра-Йоталанд за 394 км на південний захід від Стокгольма.

## Історія
На початку ХХ століття Транему було невеличким селом. З розвитком промисловості та залізничного сполучення поселення також почало зростати.
У 1953 році Транему отримала статус чепінга.

## Населення
Населення становить 3 337 мешканців (2018).

## Спорт
У поселенні базується футбольний клуб Транему ІA, флорбольний Транему ІБК та інші спортивні організації.

## Галерея

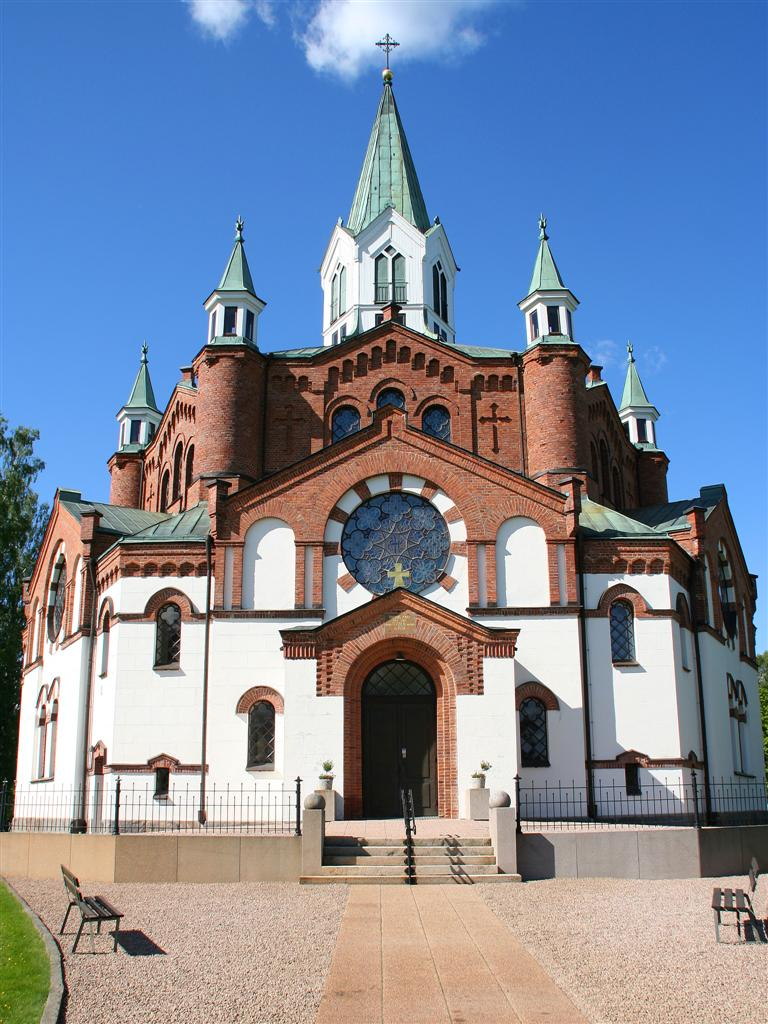
Церква
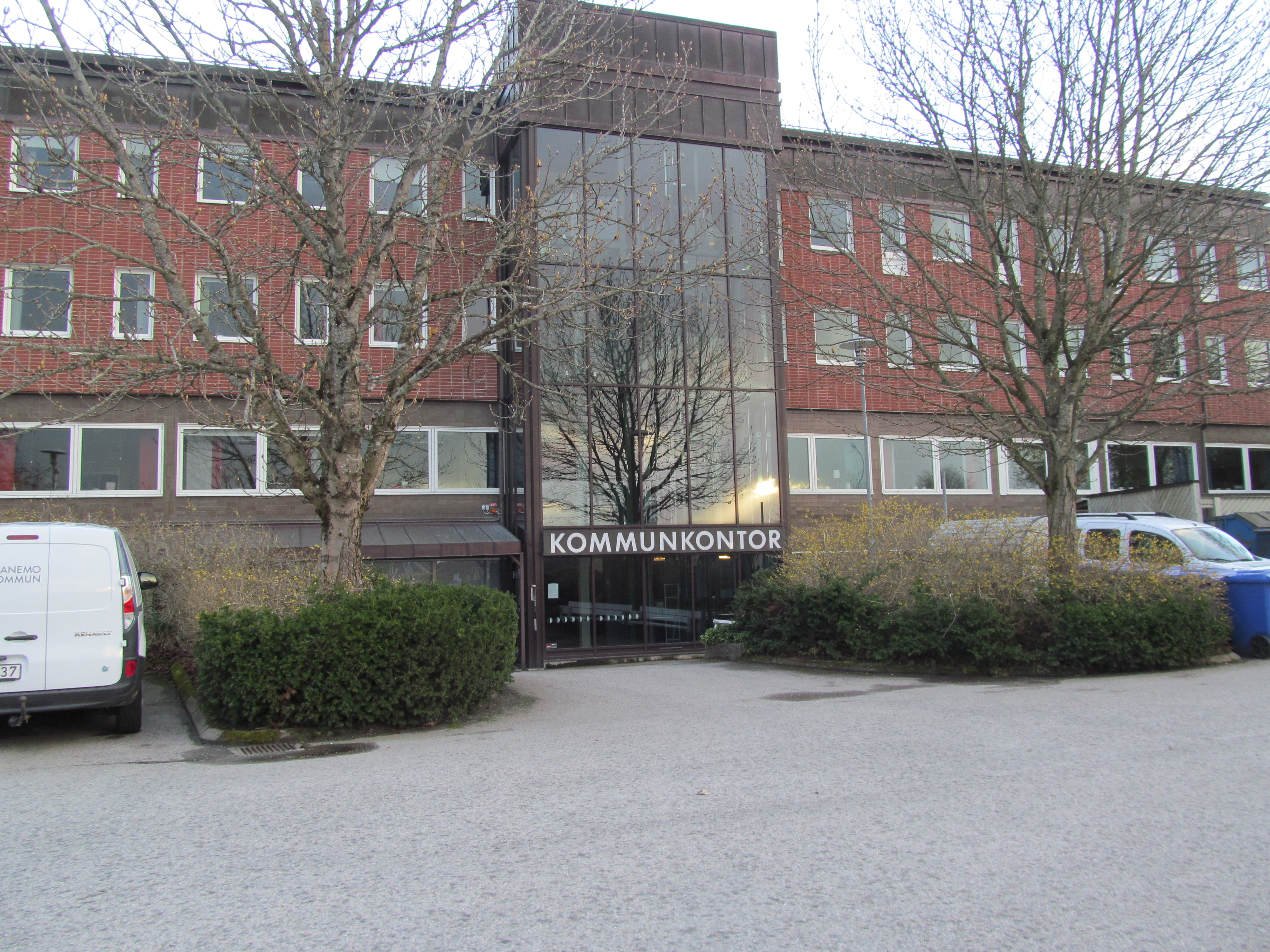
Управа комуни

## Покликання
- Сайт комуни Транему